# Jigme Dorje Wangchuck

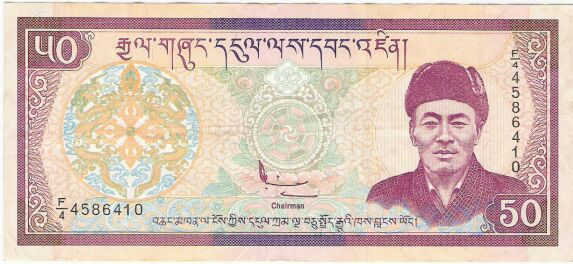
Jigme Dorji Wangchuck auf der 50-Ngultrum-Banknote

Jigme Dorji Wangchuck (bhutanisch འབྲུག་རྒྱལ་པོ་ འཇིགས་མེད་རྡོ་རྗེ་དབང་ཕྱུག་མཆོག, Wylie:  'Jigs-med rDo-rje dBang-phyug; * 2. Mai 1929 in Thimphu; † 21. Juli 1972 in Nairobi) war von 1952 bis zu seinem Tod der 3. Druk Gyalpo von Bhutan. Vorgänger war sein Vater Jigme Wangchuck. Jigme Dorji Wangchuck gilt als der König der Modernisierung seines Landes.

## Erste Schritte zur konstitutionellen Monarchie
Der Druk Gyalpo Jigme Wangchuck hinterließ seinem Sohn ein weitgehend feudales Staatswesen, in dem der Druk Gyalpo als oberster Richter und Gesetzesgeber absolutistisch herrschte. Das Kaiserreich Indien wurde 1947 eine Demokratie und entfiel somit als wichtigster regionaler Verbündeter. Die nördlich angrenzende feudale Theokratie Tibet wurde nach Ende der kommunistischen Revolution wieder der chinesischen Oberherrschaft eingegliedert, womit Bhutans letzter ideologischer Verbündeter der Region verschwand.
Als kurz darauf Indien in den Konflikt zwischen König und Premierminister im Königreich Nepal eingriff, um einem Eingriff Chinas zuvorzukommen, sah sich der junge Druk Gyalpo Jigme Dorji Wangchuck Bhutan gezwungen, durch den Interessenkonflikt zwischen dem kommunistisch regierten China und der Demokratie Indien zu lavieren.
Jigme Dorji Wangchuck gelang die Modernisierung seines Landes. Er legte den Grundstein für den Übergang Bhutans von einer absoluten Monarchie  zu einer konstitutionellen, die erst unter seinem Enkel Jigme Khesar Namgyel Wangchuck 2008 ihren Abschluss finden sollte. Unter seiner Regentschaft wurde ein erstes Parlament, die Tshogdu, geschaffen und schrittweise mit Befugnissen ausgestattet, mit der Thrimzhung Chenmo eine neue Verfassung verabschiedet. Des Weiteren führte er einen ständigen königlichen Rat und Ministerrat als Exekutive ein, die später von der Tshogdu bestätigt werden mussten.
Er veranlasste Maßnahmen zum Abbau der feudalen Verhältnisse und schränkte die Privilegien der Lamas ein, indem er die Leibeigenschaft abschaffte, Vorbereitungen einer Bodenreform zur Beschränkung des Großgrundbesitzes auf 120 Hektar traf, staatliche Fünfjahrpläne einführte, mit denen wirtschaftliche Reformen forciert wurden und ein kostenfreies Schulsystem eingeführt und der Straßenbau im Land begonnen wurde. Mit der Verleihung des Bürgerrechts an den nepalesischen Bevölkerungsteil und deren Beteiligung in seinem königlichen Rat konnte er die langjährigen Konflikte mit den Immigranten des Nachbarlands lösen. Am 12. Februar 1971 erlangte Bhutan die internationale völkerrechtliche Anerkennung durch die Aufnahme in die UNO.

## Privates und Familie
1929 wurde als Sohn des Druk Gyalpo Jigme Wangchuck in die absolutistisch regierende Wangchuck Dynastie geboren.
Jigme Dorji Wangchuck heiratete Ashi Kesang Choden und hatte einen Sohn, seinen Nachfolger auf dem Thron, König Jigme Singye Wangchuck.
Der König litt lange Zeit unter Herzproblemen und begab sich 1972 zu medizinischer Behandlung nach Kenia. Dort starb er in Nairobi am 21. Juli.
Er errichtete zudem 1953 den königlichen Dechencholing-Palast, der der Wangchuck Dynastie bis 2006 als Familiensitz diente.